# 김성필
김성필 (1983년 7월 30일 ~ )은 대한민국의 가수이다.

## 학력
- 한국방송통신대학교 미디어영상학과

## 음반
By 진성 (By JINSUNG)
- 《지우개》 (2007년)

퀘스천
- 《Black ＆ White》 (2012년)

### 참여 음반
- 《제드 - Show Time Project》 (2007년)
  - 〈Classic〉 (Feat. 김성필)

## OST
- 《미안하다, 사랑한다 OST》 (2004년)
  - 〈소중한 사람〉
- 《매직 OST》 (2004년)
  - 〈빛〉
- 《신입사원 OST》 (2005년)
  - 〈Soloist...〉
- 《굿바이 솔로 OST》 (2006년)
  - 〈가슴으로 묻는다〉
  - 〈마음을 자르다〉
- 《사랑과 전쟁 OST》 (2006년)
  - 〈사랑과 전쟁〉